# توم ماي
توم ماي (بالإنجليزية: Tom May)‏ هو لاعب اتحاد الرغبي بريطاني، ولد في 5 فبراير 1979 في لندن في المملكة المتحدة.

## وصلات خارجية
- توم ماي على موقع دوري الرغبي الممتاز (الإنجليزية)
- توم ماي عل موقع إسبنسكروم (الإنجليزية)
- توم ماي على موقع ItsRugby.co.uk (الإنجليزية)